# Kraftwerk Ohakuri
Das Kraftwerk Ohakuri (Ohakuri Power Station) ist ein Laufwasserkraftwerk auf der Nordinsel von Neuseeland.

## Namensherkunft
Der Name Ohakuri setzt sich in der Sprache der Māori aus den Wärtern „oha“ für „Andenken“ oder „Erinnerung“ und „kuri“ für „Hund“ zusammen. Damit könnte sich der Name auf einen wertvollen Mantel aus Hundefell beziehen.

## Geographie
Die Ohakuri Power Station ist das zweite Kraftwerk in einer Kette von insgesamt acht Wasserkraftwerken des Waikato River. Das Kraftwerk befinde sich 30 km nördlich der Stadt Taupō und ist vom gut 3 km westlich verlaufenden New Zealand State Highway 1 aus über die Ohakuri Road zu erreichen.

## Geschichte
Im Jahr 1949 begann die damalige neuseeländische Regierung damit das Ohakuri Kraftwerk nördlich von Taupō zu planen. Im November 1955 wurde das Projekt genehmigt und 1956 mit den Arbeiten an dem Staudamm begonnen. 1958 entschloss man sich dem ursprünglich für drei Generatoren geplanten Kraftwerk einen vierten Generator hinzuzufügen. Im Januar 1961 konnte der Stausee, der den Namen Lake Ohakuri bekam, geflutet und das Kraftwerk schließlich in Betrieb genommen werden. Die Generatoren wurden nacheinander im Januar 1961, im Juni 1961 und im Februar 1962 in Betriebsbereitschaft gebracht.
Stand 2020 wird das Kraftwerk von der mehrheitlich im Staatsbesitz befindlichen Firma Mercury NZ Limited, früher Mighty River Power betrieben.

## Absperrbauwerk
Das Absperrbauwerk besteht aus einer aus Erde aufgeschütteten Gewichtsstaumauer mit Hochwasserentlastung auf der östlichen Seite und einer aus Beton ausgeführten Gewichtsstaumauer auf der westlichen Seite. Der 94,5 m lange und 51,8 m hohe Erddamm besitzt an seiner Basis eine Breite von 335 m und verjüngt sich bis zu Kamm bis auf 9 m Breite. Die zum Kraftwerk führenden vier Druckstollen habe je einen Durchmesser von 5,5 m und besitzen eine Länge von 82 m. Der Überlauf ist auf eine Breite von 10,7 m und eine Länge von 245 m ausgeführt.

## Kraftwerk
Die Ohakuri Power Station verfügt über eine installierte Leistung von 112 MW und kommt auf eine durchschnittliche Jahresstromerzeugung von rund 400 GWh. Die vier von Francis-Turbinen angetriebenen Generatoren sind für eine Leistung von je 28 MW ausgelegt.
Die Turbinen wurden von 2011 bis April 2014 einer grundlegenden Überholung unterzogen und es wurden neue Laufräder von Toshiba eingebaut. Darüber hinaus wurden auch Änderungen an den Saugrohren vorgenommen. Bis zu diesem Zeitpunkt waren die Kavitationsschäden an den Laufrädern der Turbinen alle drei bis vier Jahre durch Schweißen ausgebessert worden, was aber mit der Zeit zu einer Veränderung der Schaufelprofile führte. Die Gesamtkosten wurden vor Beginn der Arbeiten mit 28 Mio. $NZ veranschlagt.

## Stausee
Mit der Fertigstellung des Absperrbauwerks wurde das Wasser des Waikato River zum Lake Ohakuri genannten Stausee aufgestaut. Der See, der sich über eine Fläche von 12,6 bis 12,9 km² erstreckt, verfügt über ein für die Stromerzeugung nutzbares Volumen von 18,8 Mio. m³ Wasser bei einem variablen Stauziel von 285,1 m bis 287,53 m.